# NGC 654
NGC 654 este un roi deschis în constelația Cassiopeia. A fost descoperit în 27 septembrie 1783 de către Caroline Herschel. De asemenea, a fost observat încă o dată de către John Herschel și în 3 noiembrie 1787 de către William Herschel.